# 厚唇弓鱼
厚唇弓鱼（学名：Racoma labrosus）为鲤科弓鱼属的鱼类，俗名翻嘴皮、窝子鱼，是中国的特有物种。分布于泸沽湖及其附属水体中等，一般生活于水体中下层。该物种的模式产地在宁蒗县永宁。

## 扩展阅读
維基物種上的相關：厚唇弓鱼